# كارلوس مارتينيز (لاعب كرة قاعدة دومينيكاوي)
كارلوس مارتينيز (بالإنجليزية: Carlos Martínez)‏ هو لاعب كرة قاعدة دومينيكاوي، ولد في 26 مايو 1982 في Villa Vásquez ‏ في جمهورية الدومينيكان.

## وصلات خارجية
- كارلوس مارتينيز على موقع دوري كرة القاعدة الرئيسي (الإنجليزية)
- كارلوس مارتينيز على موقعبيزبول رفرنس.كوم (الدوري الرئيسي) (الإنجليزية)
- كارلوس مارتينيز على موقعبيزبول رفرنس.كوم (الدوري الثانوي) (الإنجليزية)